# Нижний Ададым
Нижний Ададым — деревня в Назаровском районе Красноярского края России. Входит в состав Верхнеададымского сельсовета.

## География
Деревня находится на расстоянии 36 км к юго-западу от города Назарово, административного центра района.

## Население
| 2010 |
| ---- |
| 201  |

### Гендерный состав
По данным Всероссийской переписи населения 2010 года, в деревне проживал 201 человек (99 мужчин и 102 женщины).